# Muespach
Muespach é uma comuna francesa na região administrativa de Grande Leste, no departamento Alto Reno. Estende-se por uma área de 11,43 km². Em 2010 a comuna tinha 921 habitantes (densidade: 80,6 hab./km²).